# Stroitel Sofia
El Stroitel Sofia (en búlgaro: Строител (София)) fue un equipo de fútbol de Bulgaria que jugó en la Liga Profesional de Bulgaria, la primera división nacional.

## Historia
Fue fundado en el año 1949 en la capital Sofia luego de que se crearan varias organizaciones deportivas voluntarias en todo el país según un modelo soviético, una de ellas fue Stroitel, para quienes trabajaban en la construcción, la agricultura y la silvicultura y los empleados del Servicio Laboral; Stroitel (Sofía) se fundó sobre la base de la empresa de educación física Slavia, asumiendo prácticamente sus activos y pasivos. Algunos historiadores consideran que este equipo y el Udarnik, que se separó de la entidad en 1951, son el mismo Slavia, pero en 1953 tanto los equipos de Stroitel como los de Udarnik jugaron simultáneamente en los campeonatos, lo que indica que eran clubes diferentes. Era considerado como el sucesor legal de la sociedad de cultura física de la capital Slavia.
El club debutaría en la primera división en 1951 y su mejor participación fue un octavo lugar en el grupo A en ese años. Disputó dos temporadas en la primera división en la que jugó 28 partidos con cinco victorias, 12 empates y 11 derrotas; anotó 22 goles y recibió 29. También alcanzó los cuartos de final de la Copa de Bulgaria en 1951 y 1953.
El equipo desaparecería en 1954 luego de reunificarse con el Udarnik.

## Jugadores

### Jugadores destacados
- Ivan Dimitrov